# Carl Edquist
Carl Edquist, född den 20 december 1870 i Byske församling, död den 11 juni 1948 i Stockholm, var en svensk präst och författare. 

## Biografi
Föräldrar var lantbrukaren Nils Samuelsson och Eleonora Johansson. Han studerade vid Fjellstedtska skolan och blev student vid Uppsala universitet 1896 samt avlade praktisk teologisk examen och folkskollärareexamen 1900. Edquist var folkskoleinspektör i Gävleborgs län och tjänstgjorde som präst i flera av Svenska kyrkans församlingar innan han 1913 blev kyrkoherde i Vittangi och Jukkasjärvi pastorat. Från 1920 var Edquist komminister i Katarina församling i Stockholm, där han från 1931 till sin pension 1946 var kyrkoherde. Han var sedan 1914 gift med Märta Edquist.
Edquist utarbetade flera läroböcker för kristendomsundervisningen och skrifter i nykterhetsfrågan, kultur- och kyrkohistoriska skildringar från Norrland med mera. Han hade läst finska och samiska och var väl förtrogen med förhållandena i övre Norrland, inte minst inom väckelserörelsen.
Carl Edquist är begravd på Katarina kyrkogård i Stockholm tillsammans med hustrun.

### Skönlitteratur
- Det stora nödåret : kulturhistorisk berättelse från Västerbotten och Lappmarken. Stockholm: Diakonistyr. 1925. Libris 1471800
- Mordängeln : kulturhistorisk berättelse från Västerbotten och Lappmarken. Stockholm: Diakonistyr. 1927. Libris 1329149

### Varia
- Om man skulle hjälpa dem i hemmet : föredrag, hållet i Gefle den 25 maj 1906 till förmån för "Barnens dag". Gefle. 1906. Libris 2626267
- Till kamp för fosterlandets räddning : föredrag vid ungdomsmötet i Gefle församlings kyrka den 29 april 1906. Sveriges ungdom. Ströskrifter. N :o 4[a]. 1906. Söderala. 1906. Libris 2626438
- Om nykterhetsrörelsens sociala uppgift : föredrag. Hembygdens Skriftserie ; 1. Uppsala. 1907. Libris 1617623
- Svenska diakonanstalten : ett tioårsjubileum. Uppsala. 1908. Libris 8jx1mzlz6kpjjs1n. http://urn.kb.se/resolve?urn=urn:nbn:se:kb:eod-2122105
- På tal om "Lundellsklassen" : en af svenska ledd tysk kvinnlig föregångsanstalt och dess resultat. Helsingborg. 1911. Libris 2626268
- Zakarias Lindmark : bilder ur det kyrkliga livet inom Västerbotten och Lappmarken från senare hälften av 1800-talet. Stockholm. 1911. Libris 8222603
  -  Zakarias Lindmark : en Lappmarkens apostel : jämte bilder ur det kyrkliga livet inom Västerbotten och Lappmarken i senare hälften av 1800-talet (4., omarb. uppl). Stockholm: Filadelfia. 1947. Libris 1395650
- Folkväckelse : tre ungdomsföredrag. Stockholm: Wallén. 1912. Libris 1632731
  -  2. omarbetade och utvidgade upplagan. Stockholm: Diakonistyr. 1927. Libris 1329136
- Minnesord vid f.d. rektorn Johan Löfvéns jordfästning i Adolf Fredriks kyrka i Stockholm den 14 december 1912. Stockholm. 1912. Libris 2626265
- Växelverkan mellan lära och lif : några fragment  : inledningsföredrag i Stockholms prästsällskap den 18 sept. 1911. Uppsala: Norblads bokh. 1912. Libris 1632733 - Ur Kyrklig tidskrift.
- Bibliska insegel : föredrag vid Svenska bibelsällskapets årshögtid ... d. 27 april 1913. S.l. 1913. Libris 2626259
- Borta från Gud. Stockholm. 1913. Libris 2626260
- De ungas medverkan i församlingslifvet : ungdomsföredrag. Stockholm: Wallén. 1913. Libris 1632730 - Bilaga till Kyrkobladet.
- Synd är folks fördärf : (efter ett föredrag i Johannes kyrka i Stockholm). Bil. C. till Kyrkobladet n :o 1, 1913. Stockholm. 1913. Libris 2626269
- Ropande röster i ödemarken : bilder ur det kyrkliga livet i svenska Finnmarken. Stockholm: Svenska kyrkans diakonistyrelse. 1916. Libris 1651195
  -  Huutavan äänen maassa. Porvoo. 1927. Libris 2626261 - Finsk översättning.
- Skolminnen. Stockholm: Svenska kyrkans diakonistyrelse. 1916. Libris 1217131
- Kyrkan och arbetarevärlden : tvenne föredrag. Med svärd och murslef. Apologetisk och social skriftserie ; 5. Stockholm: Svenska kyrkans diakonistyrelse. 1917. Libris 1655890
- Läseriet i Skelleftebygden under 1800-talet. Stockholm: Svenska kyrkans diakonistyrelses bokförl. 1917. Libris 469653
- Våra församlingar : några ord till ung och gammal inom Luleå stift från Luleå stiftsråd. Luleå: Sven Johansson. 1917. Libris 1651196
- Biblisk historia för barndomsskolor. Stockholm: Palmquist. 1918. Libris 1651191
- Kyrkohistoria för barndomsskolor. Stockholm: Norstedt. 1918. Libris 1651194
- G. O. Tjernqvist : bonde och kyrklig lekmannapredikant i Västerbotten. Stockholm: Svenska kyrkans diakonistyrelse. 1919. Libris 1651192
- Livets väg i gamla och nya förbundet : lärobok i kristendom för barndomsskolor. 1-3. Stockholm: Norstedt. 1919-1920. Libris 1329139
- Sociala och politiska sprakfålar : föredrag. Med svärd och murslef. Apologetisk och social skriftserie ; 10. Stockholm: Svenska kyrkans diakonistyrelse. 1919. Libris 1655895
- Arbetarhemmet. Med svärd och murslev, 99-2073072-6 ; 13. Stockholm: Svenska kyrkans diakonistyrelse. 1920. Libris 1655898
- Gud som haver barnen kär : handledning vid kristendomsundervisningen i barndomsskolans första och andra årsklass. Stockholm: Norstedt. 1920. Libris 1651193
- Lärobok i religionskunskap för barndomsskolans sjunde och åttonde årsklasser samt högre folkskolan. Stockholm: Norstedt. 1921. Libris 1471805
- Förslag till läroplan i kristendom enligt 1919 års undervisningsplan för rikets folkskolor, utarbetad i samråd med kristendomslärare och folkskoleinspektörer. Stockholm: Norstedt. 1922. Libris 1471801
- Guds rike : lärobok för konfirmander. Stockholm: Sv. kristl. studentrör. 1922. Libris 1471803
- Sammanfattning av den kristna tros- och livsåskådningen för barndomsskolor. Stockholm: Norstedt. 1922. Libris 1471807
- Lärobok i vår kristna tros- och livsåskådning i anslutning till Jesu bergspredikan : för barndomsskolor. Stockholm: Norstedt. 1923. Libris 1471806 - Parallellupplaga för konfirmationsundervisningen 1932.
- Vad vill Unga hjälpares förbund? : en programförklaring. Stockholm: Diakonistyr. 1923. Libris 1471809
- Handledning för barndomsskolans lärare vid sammanfattningen av vår kristna tros- och livsåskådning. Stockholm: Norstedt. 1924. Libris 1471804
- Lärobok i religionskunskap : parallelupplaga för småskoleseminarier : godkänd av Kungl. Skolöverstyrelsen. Stockholm. 1924. Libris 2626264
- Kristendomskunskap : lärobok för kommunala flickskolor. 1-4 / Carl och Märta Edquist. Stockholm. 1929-1933. Libris 2626270
- N.P. Wetterlund som själasörjare : oration vid prästmötet i Stockholm 1937. Stockholm. 1938. Libris 2626266
- Installationspredikan femtonde söndagen efter trefaldighet 1931 samt avskedspredikan midfastosöndagen 1946 i Katarina kyrka. Stockholm: Syfören. Sancta Catharina. 1946. Libris 1395648
- De foro hädan i frid : bilder ur livet. Stockholm: Syfören. Sancta Catharinas förl. 1948. Libris 1395645

### Utgivare
- Luther, Martin (1912). D:r M. Luthers Lilla katekes med kort utveckling. Gefle: Skolmateriel-a.-b. Libris 1636675 - Tillsammans med Ernst Westberg
- Luther, Martin (1926). Martin Luthers Lilla katekes : omarbetad för barndomsskolor. Stockholm: Norstedt. Libris 1329151 - Tillsammans med J. Lindskog.